# Nationale Handelsacademie
De Nationale Handelsacademie BV (NHA) is een particulier instituut dat afstandsonderwijs verzorgt.
Het bedrijf is omstreeks 1930 opgericht te Panningen, naar eigen zeggen door een onderwijzer die onderwijs voor iedereen toegankelijk wilde maken.
De NHA was vroeger gevestigd in een neoclassicistisch herenhuis van 1870 aan Schoolstraat 34. Tegenwoordig is het bedrijf gevestigd op het Industrieterrein van Panningen.
Het instituut verzorgt cursussen op mbo- en hbo-bachelorniveau en daarnaast cursussen aangaande hobby en dergelijke.

## Kritiek
- In 2002 heeft de NHA een rechtszaak tegen een soortgelijk bedrijf, Studieplan B.V., aangespannen aangaande concurrentievervalsing. Deze rechtszaak heeft NHA verloren.
- In 2008 en 2010 oefende het Ministerie van Onderwijs kritiek uit op de kwaliteit van de examens. In 2011 dreigde de Minister de licentie voor zes mbo-opleidingen in te trekken. De NHA stopte toen met deze opleidingen. In 2015 was er opnieuw kritiek op de examinering van een viertal mbo-opleidingen. Ook de deskundigheid van de beoordelaars bleek niet door een onafhankelijke instantie te zijn geverifieerd.